# Рональд Гомес
Рональд Гомес (ісп. Rónald Gómez; нар. 24 січня 1975, Пунтаренас, Коста-Рика) — коста-риканський футболіст і футбольний тренер. З 2014 року — тренер гватемальського футбольного клубу «Альконес».

## Кар'єра гравця

### Клуб
Він дебютував з «Кармелітою» в сезоні 1992/93 років. У 1994 році перейшов в один з найкращих клубів країни «Алахуеленсе». Там він грав два роки, зіграв 36 матчів і забив 26 голів.
Гомес також грав за «Сапріссу», з якою він виграв 4 чемпіонат країни, Кубок чемпіонів КОНКАКАФ, а також грав на клубному чемпіонаті світу у 2005 році в Японії, і відзначився вирішальним голом у виграному матчі за 3-тє місце. 
Крім цього, Гомес грав за хіхонський «Спортінг» і «Еркулес» (Іспанія), «Мунісіпаль» (Гватемала), ОФІ (Греція), «Аль-Кадісія» (Кувейт), «Ірапуато» (Мексика) і АПОЕЛ, вигравши з останнім чемпіонат Кіпру.

### Національна збірна
Гомес також був гравцем збірної Коста-Рики з футболу, у складі якої він забив 24 м'ячі в 90 іграх, був учасником чемпіонату світу 2002 року в Японії та Південній Кореї, та чемпіонату світу 2006 року в Німеччині.
Крім цього, ще по три рази брав участь у Золотому кубку КОНКАКАФ (1993, 2000 і 2003) та Кубку Америки (1997, 2001 і 2004).

### Кар'єра тренера
21 грудня 2008 року Рональд Гомес був призначений головним тренером клубу «Кармеліта», коли завершився його контракт з «Сапріссою».
З 2012 року він був біля керма клубу «Хувентуд Ескасусенья», команди Другого дивізіону Коста-Рики.
У травні 2014 року він був представлений як новий тренер «Лімона», однак, у вересні Гомес подав у відставку.

## Досягнення
- Бронзовий призер Золотого кубка КОНКАКАФ: 1993
- Переможець Ігор Центральної Америки та Карибського басейну: 1993
- Чемпіон Коста-Рики: 1995–96, 2005–06, 2007–08, 2008–09
- Володар Кубка чемпіонів КОНКАКАФ: 2005
- Чемпіон Кіпру: 2006–07